# Eastern

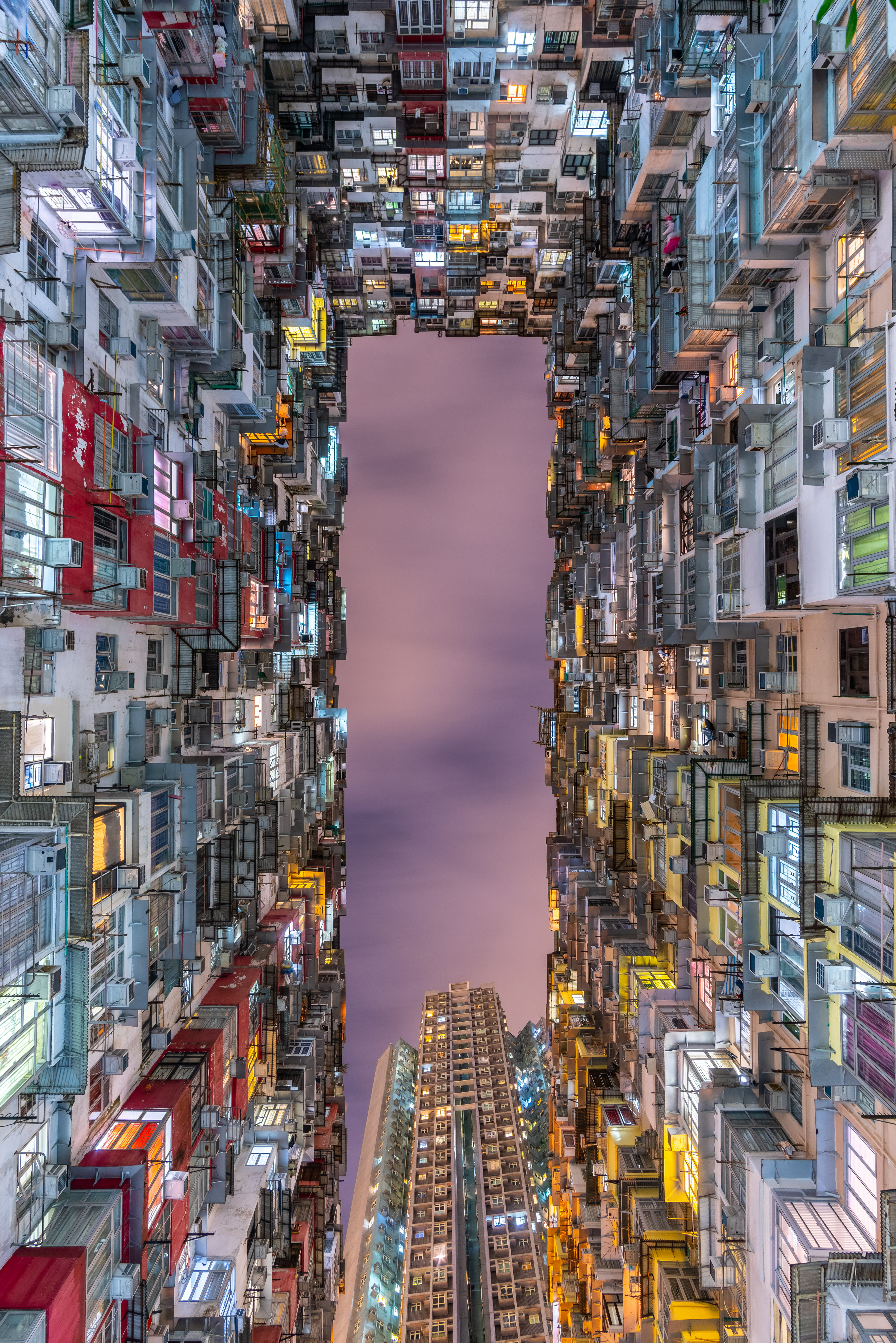
Des monster building (bâtiments monstres), exemple d'habitat dense à Quarry Bay, Eastern. Juin 2019.

Eastern (en chinois 東區) est le plus à l’est des trois districts situés dans le Nord de l'île de Hong Kong, Central and Western, Wan Chai, et Eastern. 
Eastern a été urbanisé plus tardivement que ces deux autres districts, mais, comme eux, il est densément peuplé et les habitants jouissent d'un niveau de vie supérieur à la moyenne hongkongaise. Les bureaux tiennent une place moins importante qu'à Central et à Wan Chai, et le district compte peu de gratte-ciel prestigieux. La densité résidentielle en revanche y dépasse les 30 000 habitants au kilomètre carré. 